# Доббер, Йохем
Йохем Доббер (нидерл.  Jochem Dobber; род. 8 июля 1997, Сантпорт Зёйд, Северная Голландия) − нидерландский легкоатлет, серебряный призёр летних Олимпийских игр 2020 в Токио в эстафете 4х400 метров.

## Биография и спортивная карьера
Родился 8 июля 1997 года в городе Сантпурт-Зюйд.
Дебютировал в 2013 европейском юношеском олимпийском фестивале, заняв седьмое место в 200 метров и принимая бронзу в 4 × 100 метров реле вместе с Йорис ван Gool, Рутгер Postma и Sander Брюгге .
В 2014 году он был финалистом чемпионата Нидерландов среди юношей до 18 лет в 2014 году в бегах на 60, 100 и 200 м и повторил это достижение на уровне до 20 лет в следующем году. Выиграл чемпионаты Нидерландов среди юношей до 20 лет в дисциплинах на 200 м в помещении и 400 м на открытом воздухе в 2016 году. Эти результаты позволили ему попасть на чемпионат мира ИААФ 2016 года до 20 лет, где он дошел до полуфинала.
Член клуба AV Suomi в Велсене, тренирующийся под руководством Лорана Мьюли.
Участвовал в своем первом национальном соревновании среди взрослых на чемпионате Нидерландов по легкой атлетике 2017 года и занял четвертое место в беге на 400 метров. Его первый национальный подиум пришелся на чемпионат Нидерландов по легкой атлетике 2018 года, где он занял второе место после Тони ван Дипена.
В том году он улучшил свое личное лучшее время до 46,45 секунды. Занял третье место в беге на 400 м на чемпионате Нидерландов по легкой атлетике в помещении в 2019 году, что принесло ему место в сборной Голландии на Мировых эстафетах ИААФ 2019 года.
В своем дебютном выступлении за сборную он занял пятое место в финале B в эстафетном квартете вместе с Терренсом Агардом , Лемарвином Боневасиа и ван Дипеном. Он также занял второе место в Первой лиге командного чемпионата Европы 2019 года с голландской эстафетной командой.
Выиграл свой первый национальный титул на чемпионате Нидерландов по легкой атлетике 2020 года. Он также улучшил свое лучшее время до 45,64 секунды, заняв четвертое место на встрече Бриллиантовой лиги Golden Gala 2020 в этом сезоне.
На чемпионате Европы по легкой атлетике в помещении в 2021 году он занял пятое место в финале на 400 м, в то время как его товарищи по команде ван Дипен и Боневация выиграли медали. Все трое вместе в финале эстафеты 4 × 400 метров вместе с Рэмси Анжелой завоевали золотые медали с новым национальным рекордом Нидерландов — 3: 06,06 минуты.
Стал золотым медалистом в эстафете 4 × 400 м за команду Нидерландов на чемпионате Европы по легкой атлетике в помещении в 2021 году, установив рекорд Голландии.

## Олимпиада 2020 в Токио
На Олимпиаде в Токио Йохем Доббер завоевал серебряную медаль в эстафете 4х400 метров. Его партнерами по команде были Лимарвин Боневасия, Терренс Агард, Тони ван Дипен и Рэмзи Анджела.